# Kessler-Zwillinge

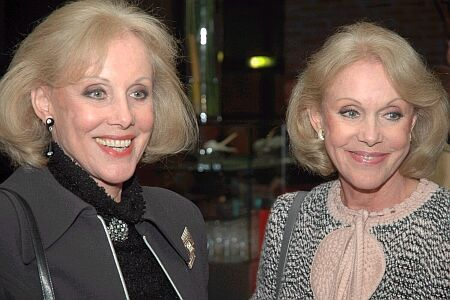
Alice (links) und Ellen Kessler (2005)

Alice und Ellen Kessler (* 20. August 1936 in Nerchau, Sachsen, bürgerlich Kaessler) sind als Kessler-Zwillinge bekannt und arbeiteten gemeinsam als Sängerinnen, Tänzerinnen, Schauspielerinnen und Entertainerinnen. Lange Zeit wurden sie als schönste Frauen der Welt bezeichnet. Außer in Deutschland traten sie insbesondere in Italien, Frankreich und den USA auf.

## Künstlerische Laufbahn

### Anfänge
Die Eltern der eineiigen Zwillinge, der Maschinenbauingenieur Paul Kaessler und seine Frau Elsa – beide musisch interessiert –, förderten die Mädchen früh und schickten sie als Sechsjährige zum klassischen Ballettunterricht.
Ihre Kindheit verbrachten sie in Taucha bei Leipzig, besuchten dort die Schule und wohnten in der Bölkestraße 30, der heutigen Manteuffelstraße. 1947 nahm das Kinderballett der Oper Leipzig die Schwestern auf, 1950 bestanden sie die Aufnahmeprüfung der angeschlossenen Operntanzschule. 1952 nutzten sie ein Besuchervisum zur Flucht aus der DDR in die BRD, wo bereits ihr Vater in Düsseldorf lebte.
In Düsseldorf im damaligen Revuetheater Palladium an der Ecke Hüttenstraße/Graf-Adolf-Straße erhielten die Kessler-Zwillinge ihr erstes Engagement als Tänzerinnen. Hier sah sie 1955 der Direktor des Pariser Lido, Pierre-Louis Guérin, und verpflichtete sie an das weltberühmte Varieté auf der Pariser Champs-Élysées. Im Lido feierten sie große Erfolge, wie sie später nur noch von einer anderen Deutschen, Marlène Charell, erreicht wurden. 1960 gingen die Kesslers nach Italien, wo sie als erste Frauen im Fernsehen „Bein zeigten“ (auch wenn sie dabei noch blickdichte Strumpfhosen tragen mussten). In Frankreich änderten sie die Schreibung ihres Familiennamens von Kaessler in Kessler.

### Film und Ballett in Deutschland

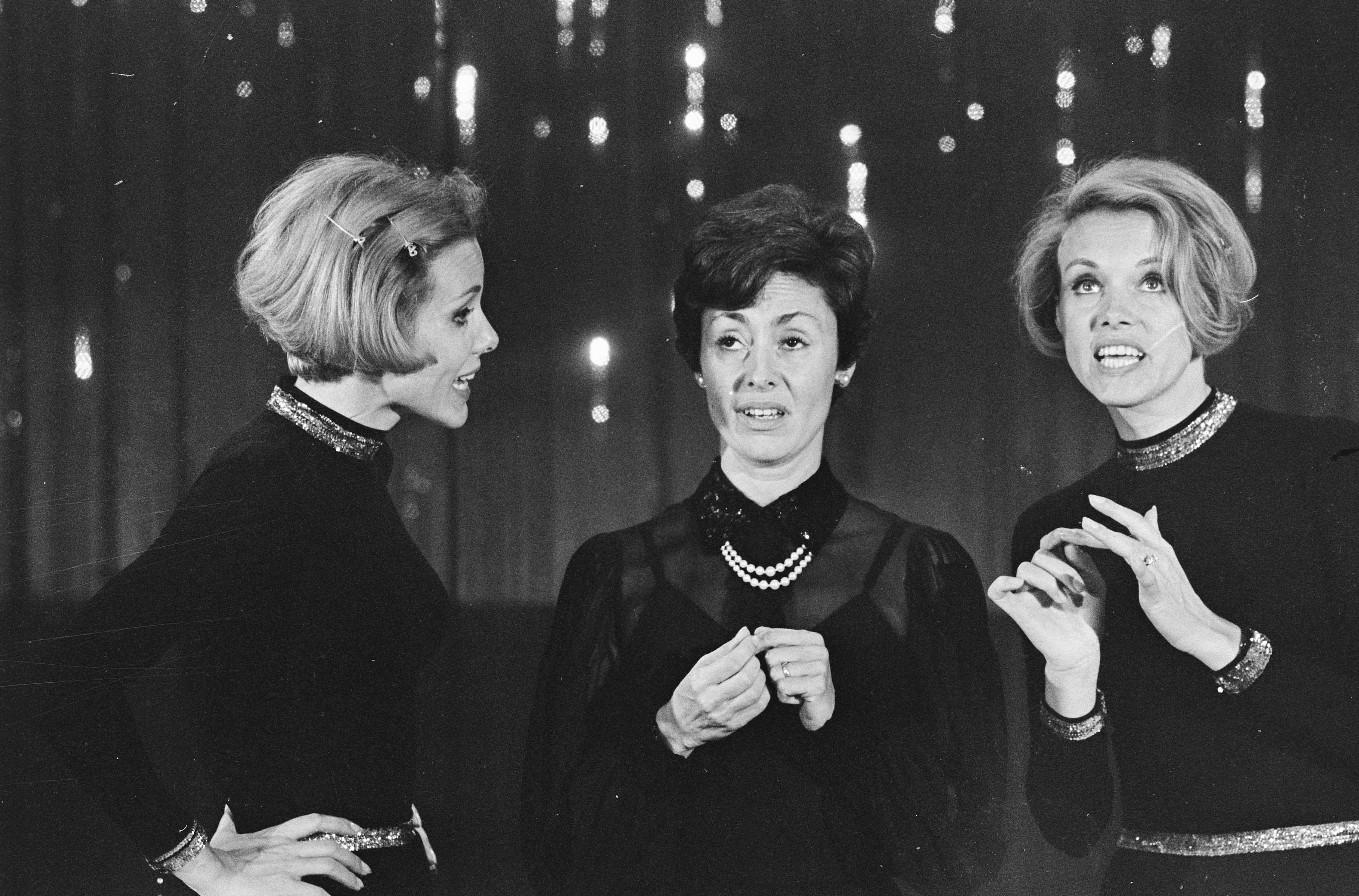
Die Kessler-Zwillinge mit Caterina Valente (Mitte) in der Caterina-Valente-Show (1967)

Die Filmkarriere der Kessler-Zwillinge begann 1955. Ihre erste gemeinsame Rolle erhielten sie in der Komödie Solang’ es hübsche Mädchen gibt. Weitere Filme folgten, darunter Vier Mädels aus der Wachau (1957, zusammen mit Isa Günther und Jutta Günther), Der Graf von Luxemburg (1957) und Die Tote von Beverly Hills (1964). Auch an Filmproduktionen in Italien und Frankreich wirkten sie mit.
Daneben traten die Kessler-Zwillinge in zahlreichen Fernsehshows im In- und Ausland auf. Zu den Höhepunkten gehörten die Perry Como Show 1963 und die Rolf Harris Show 1967 und 1971. Mit zunehmendem Alter verlagerten sie ihre Aktivitäten auf anspruchsvollere Engagements. 1976 traten sie am Münchner Gärtnerplatztheater als „Anna I“ und „Anna II“ in dem Ballett Die sieben Todsünden der Kleinbürger von Bertolt Brecht und Kurt Weill auf. Damit konnte die Idee verwirklicht werden, ein persönlichkeitsgespaltenes Mädchen von zwei nahezu gleich aussehenden Darstellerinnen spielen zu lassen.

### Schallplattenkarriere
Ende der 1950er Jahre begann die Schallplattenindustrie, sich für die Zwillinge zu interessieren. 1958 nahm Telefunken die erste Single mit den Kessler-Zwillingen auf, die jedoch wenig beachtet wurde. 1959 nahm auf Betreiben des Musikproduzenten Gerhard Mendelson die größte deutsche Plattenfirma, Polydor, das Duo unter Vertrag und brachte bis 1963 zwölf Duettsingles und sechs Platten, die sie zusammen mit Peter Kraus als das Trio Alice, Ellen & Peter besangen, heraus. Während die Duettplatten weiterhin erfolglos blieben, erreichten drei Titel mit Peter Kraus die Top 50 der deutschen Hitlisten; ihr Song Honey Moon erreichte 1960 mit Platz 15 die beste Platzierung. Für Deutschland nahmen die Kesslers am Grand Prix Eurovision 1959 teil und erreichten mit dem Lied Heute Abend wollen wir tanzen geh’n den achten von elf Plätzen. Der Titel wurde in Deutschland nicht als Singleschallplatte veröffentlicht, sondern auf einer EP in Dänemark.
Neben den deutschen Produktionen nahmen die Kessler-Zwillinge auch Schallplatten in französischer und italienischer Sprache auf. In Italien waren sie insbesondere mit ihrem Song Da-da-um-pa erfolgreich, dessen italienischsprachige Version zur Titelmelodie der RAI-Fernsehserie Studio Uno wurde. Im Zusammenhang mit ihren Schallplattenproduktionen verlegten die Kessler-Zwillinge 1961 ihren Wohnsitz für kurze Zeit von Paris nach München. Nach ihrer Single Schotten-Twist / Ja, ja die Liebe endete 1963 ihre Schallplattenkarriere in Deutschland, in Italien dauerte sie bis in die 1980er Jahre fort.

### Weiterer Werdegang

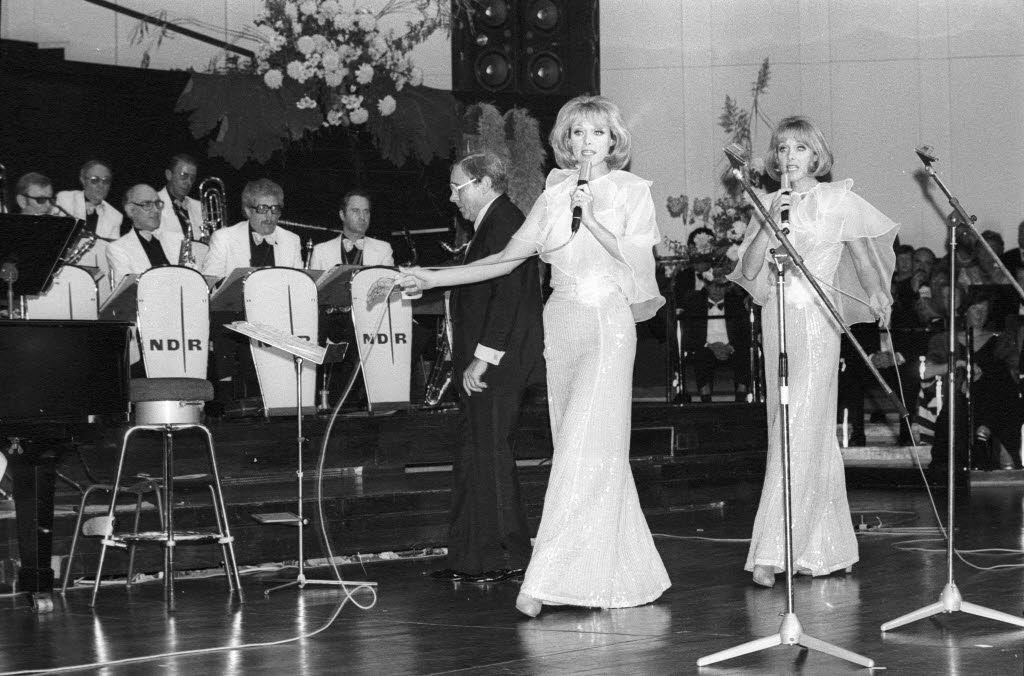
Alice und Ellen Kessler bei einem Wohltätigkeitsball (1976)

Im Alter von 40 Jahren ließen sich die Kessler-Zwillinge für die italienische Ausgabe des Playboy ablichten. Die Ausgabe war innerhalb kürzester Zeit ausverkauft. In Italien, wo sie von 1962 bis 1986 ihren festen Wohnsitz hatten, galten sie („Le gemelle Kessler“) lange Zeit als Ikonen des Unterhaltungsfernsehens, und auch in den USA waren sie weiterhin gefragt. Viele bekannte Hollywood-Persönlichkeiten zeigten sich gern an der Seite der „deutschen Mädchen“, etwa Frank Sinatra, Burt Lancaster und Elvis Presley.
Noch 2009 traten die Kessler-Zwillinge mit Bill Ramsey, Max Greger und Hugo Strasser auf, die zusammen mit der SWR Big Band die „Swing-Legenden“ bildeten. Im Jahr 2011 wirkten sie in Das Dorf, einer Folge der ARD-Fernsehreihe Tatort, mit.
2015 teilten sie sich eine Hauptrolle in dem Musical Ich war noch niemals in New York von Udo Jürgens im Stage Theater des Westens in Berlin. „Eine besondere Aufgabe“, bemerkte diesbezüglich die Leipziger Volkszeitung, denn sie standen dabei nie gemeinsam auf der Bühne. „Es ist erst der zweite getrennte Auftritt der sonst unzertrennlichen Show-Zwillinge.“
Seit 1986 leben die Kesslers in einem gemeinsamen Haus im Prominentenviertel Geiselgasteig in Grünwald im Landkreis München. Sie sind langjährige Mitglieder im Paul Klinger Künstlersozialwerk e. V., das Künstlerinnen und Künstler aller Gewerke in Notlagen unterstützt.

### Auszeichnungen
Alice und Ellen Kessler wurden unter anderem mit der Goldenen Rose von Montreux und dem Bundesverdienstkreuz am Bande (1987) ausgezeichnet. Für ihre Verdienste um die deutsch-italienische Verständigung erhielten sie den Premio Capo Circe. Ihr Geburtsort Nerchau zeichnete sie anlässlich ihres 70. Geburtstages 2006 mit der Ehrenbürgerschaft aus. 2025 wurde ihnen der Bayerische Verdienstorden verliehen.

## Filmografie

### Kino
- 1955: Solang’ es hübsche Mädchen gibt
- 1956: Der Bettelstudent
- 1957: Vier Mädels aus der Wachau
- 1957: Scherben bringen Glück
- 1957: Die Zwillinge vom Zillertal
- 1957: Mit Rosen fängt die Liebe an
- 1957: Der Graf von Luxemburg
- 1958: Gräfin Mariza
- 1958: Mein Schatz ist aus Tirol
- 1958: Mein Mädchen ist ein Postillion
- 1959: La Paloma
- 1962: Sodom und Gomorrha (Sodom and Gomorrha)
- 1962: Hochzeitsnacht im Paradies
- 1962: Der Vogelhändler
- 1963: Maskenball bei Scotland Yard
- 1964: Der Donnerstag (Il giovedì)
- 1964: Die Tote von Beverly Hills

### Fernsehen (Auswahl)
- 1971: Die diebischen Zwillinge (sechsteilige Fernsehserie)
- 1991: Ein Schloß am Wörthersee (Folge: Hoppla Zwillinge)
- 2008: Inas Nacht
- 2011: Tatort – Das Dorf
- 2014: Dahoam is Dahoam
- 2022: Ringlstetter

## Diskografie
In dieser Auswahl sind vor allem ihre deutschen Plattenaufnahmen aufgeführt. (Die Titel, die sie als „Alice, Ellen & Peter“ aufgenommen haben, sind mit Peter Kraus.)
- 1958: So wie Pierre / Kauft Rosen (Telefunken 55 072)
- 1958: Zwei blonde Senoritas / Philadelphia (Polydor 23 862)
- 1958: Teenager-Blues / Heiße Musik (Polydor 23 896)
- 1959: Montecarlo Cha-Cha / Salto Italiano (Polydor 24 007)
- 1959: Tschuwiduwidei / Nimm den Ring (Polydor 24 085)
- 1959: Honey Moon, als Alice, Ellen & Peter / Schreib’ mir eine Karte (Polydor 24 131)
- 1960: Mondschein und Liebe / Ein Rendezvous mit dir (Polydor 24 208), als Alice, Ellen & Peter
- 1960: Wundervoll / Ich kann dir was erzählen (Polydor 24 339), als Alice, Ellen & Peter
- 1960: Hallo Blondie / Happy Baby (Polydor 24 390)
- 1961: Noch ein Jahr / Wenn das nicht so romantisch wär (Polydor 24 530), als Alice, Ellen & Peter
- 1961: Die Kavaliere von 1910 / No Capito (Polydor 24 546)
- 1961: Ich habe alles was ich brauche / Teddy (Polydor 24 590) als Alice, Ellen & Peter
- 1961: Treue ist nur ein Märchen / Piccadilly (Polydor 24 629)
- 1961: Das nennt man l’amour / Sunday Boy (Polydor 24 720)
- 1962: Johnny Angel / Da-da-um-pa (Polydor 24 733)
- 1962: Denk an uns zwei / San Francisco (Polydor 24 737)
- 1963: Schotten-Twist / Ja, ja die Liebe (Polydor 52 133)